# Louis Joseph Saint-Amans
Louis Joseph Saint-Amans, né le 26 juin 1749 à Marseille et mort le 29 juillet 1844 à Paris, est un compositeur français.

## Biographie
Louis Joseph Saint-Amans suit d'abord des études de droit pour devenir avocat ; il les abandonne pour se consacrer à la musique.
Il se joint à une troupe de théâtre italienne qui voyage dans le sud de la France avec un répertoire spécialisé dans l'opera buffa. Il passe trois ans en Italie comme maître de musique d'un baron suisse et précepteur de ses enfants. Il étudie les œuvres de compositeurs italiens, et décide de faire une carrière de compositeur d'opéra.
Il revient en France et s'installe à Paris en 1769 ; son premier opéra-comique, Dom Alvar et Mincia, est joué l'année suivante. Il compose plusieurs opéras et ballets au cours des années qui suivent ; plusieurs sont représentés à la Comédie-Italienne installée à l'Hôtel de Bourgogne. En 1777, son oratorio David et Goliath est exécuté au Concert Spirituel,.
En 1778, il s'installe à Bruxelles et devient le chef d'orchestre du Grand-Théâtre de la Monnaie. Il y trouve le succès les trois années durant lesquelles il y réside.
Après son retour à Paris en 1784, il est nommé professeur de solfège à l'École royale de chant et de déclamation. Il y a pour élèves notamment d'Armand-Emmanuel Trial et Louise Geneviève de La Hye.
Il continue à écrire des opéras comiques jusqu'au début du XIXe siècle, mais sans grand succès. En mars 1800, lorsque Napoléon réduit le personnel enseignant du Conservatoire, il est licencié ; vers 1803, il s'installe à Brest comme maître de musique. De 1810 à 1814, il est secrétaire de l'asile d'aliénés de Charenton, pour lequel il organise des concerts.
Saint-Amans a écrit vingt-six opéras, dont tous, sauf deux, sont perdus. Il a également composé plusieurs œuvres religieuses, dont un certain nombre de motets et oratorios. En 1807, il a composé un Te Deum pour les fêtes données lors de l'anniversaire de Napoléon.

## Œuvres

### Opéras

#### Opéras conservés
- Le Poirier, un acte, livret de Louis Anseaume, représenté le 21 juin 1772 à Paris, à la Comédie-Italienne[6],[7] ; publié la même année Lire en ligne sur Gallica.

#### Opéras perdus
- Alvar et Mancia, ou le Captif de retour, 3 actes, livret d'Adrien-Guillaume Cailly, représenté le 13 juin 1770 à la Comédie-Italienne[8].
- La Coquette du village, ou Le Baiser pris et rendu, représenté à Paris le 19 septembre 1771 à l'Hôtel de Bourgogne[9].
- Le Médecin de l'amour (1773)
- La Forêt enchantée (1774)
- Le Faux Vieillard (1774)
- Oroés (1776)
- Daphnis et Thémire (1778)
- L'Occasion (1778/80)
- La Fausse Veuve (1778)
- Psyché et l'Amour (1778)
- La Rosière de Salency, représentée à Bruxelles en 1778[10].
- Emirène (1780)
- La Fête de Flore (1784)
- Le Prix de l'arc, 1 acte, livret d'Adrien-Nicolas La Salle d'Offémont, représenté en 1785 au château de Fontainebleau.
- Ninette à la cour, ou le Caprice amoureux (1785)
- La Fée Urgèle (1788)
- Scène d'Alcyone (1789)
- Laurence (1790)
- L'Heureux Démenti (1794)
- Aspasie (1795)
- Le Pauvre Homme (1797)
- La Tireuse de cartes, opéra-comique en un acte, livret de Mathurin-Joseph Boullault, donné en première au Théâtre des Jeunes Artistes le 2 septembre 1801[11].
- L'Îsle déserte (1801)
- Bélisaire, ou le Grand Homme et le Malheur, livret de Mathurin-Joseph Boullault, et Ballet de Jean-Pierre Aumer, donné en première au Théâtre de la Porte Saint Martin à Paris le 1er frimaire an XI[12].
- Chacun a son plan, opéra-comique représenté à Paris en 1802 au Théâtre de la Porte-Saint-Martin[13].
- La Leçon littéraire (1807)

### Musique instrumentale
- Quartetto per il cembalo : qui doit s'exécuter par deux personnes sur le même instrument, 1772 ; édité à Paris, Borrelly, 1772[14] Lire en ligne sur Gallica.
- Concerto pour le clavecin ou forte-piano avec accompagnement de violons, alto viola et basse, 1773 Lire en ligne sur Gallica

## Source
- (en) Cet article est partiellement ou en totalité issu de l’article de Wikipédia en anglais intitulé « Louis Joseph Saint-Amans » (voir la liste des auteurs).